# Тагархай
Тагарха́й (бур. Таһархай) — улус в Тункинском районе Бурятии. Входит в сельское поселение «Толтой».

## География
Расположено на севере Тункинской долины, на северной окраине Койморских озёр, в 7 км к северо-западу от центра сельского поселения — улуса Хурай-Хобок, в 3 км к югу от подножия Тункинских гольцов, в 4 км юго-западнее курорта Аршан.

## Население
| 2002 | 2010 |
| ---- | ---- |
| 454  | ↘382 |

## Люди, связанные с селом
- Жамбыл Ешеевич Тулаев  — Герой Советского Союза, снайпер Великой Отечественной войны; родился и похоронен в Тагархае. Одна из улиц села носит его имя.